# برنارد اچ.۵۲
برنارد اچ. ۵۲ (به انگلیسی: Bernard_H.52) یک هواگرد ملخ‌پیشین تک‌موتوره از نوع آب‌نشین ساخت شرکت Société des Avions Bernard است. هواگرد برنارد اچ. ۵۲ نخستین پروازش را در ۱۶ ژوئن ۱۹۳۳ میلادی انجام داد. در مجموع، تعداد ۲ فروند از این هواگرد ساخته شده‌است.